# ホワット・ユー・スウェット
『ホワット・ユー・スウェット』（原題：What You See Is What You Sweat）は、アメリカ合衆国の歌手アレサ・フランクリンが1991年にアリスタ・レコードから発表したスタジオ・アルバム。

## 背景
「エヴァー・チェンジング・タイムズ」ではマイケル・マクドナルド、「ドクターズ・オーダーズ」ではルーサー・ヴァンドロスがデュエット・パートナーに迎えられた。「アイ・ドリームド・ア・ドリーム」は、ミュージカル『レ・ミゼラブル』からの曲のカヴァーである。

## 反響
母国アメリカでは大きな成功に至らず、総合アルバム・チャートBillboard 200では最高153位に終わり、『ビルボード』のR&Bアルバム・チャートでは28位に達した。『ビルボード』のR&Bシングル・チャートでは、「エヴリデイ・ピープル」が13位、「サムワン・エルスズ・アイズ」が53位に達し、1992年には「エヴァー・チェンジング・タイムズ」がアダルト・コンテンポラリー・チャートで11位に達した。
イギリスでは、本作は全英アルバムチャート入りを逃したが、「エヴリデイ・ピープル」は1991年7月27日付の全英シングルチャートで69位となった。一方、ノルウェーのアルバム・チャートでは6週連続でトップ20入りし、最高14位を記録した。

## 評価
第34回グラミー賞では、本作が最優秀女性R&Bパフォーマンス賞にノミネートされ、収録曲「ドクターズ・オーダーズ」は最優秀R&Bパフォーマンス賞（デュオもしくはグループ）にノミネートされた。
クリス・ウィルマンは『ロサンゼルス・タイムズ』紙のレビューにおいて5点満点中2点を付け「彼女自身はどの曲も徹底的に歌い上げている。しかし、概して退屈な新曲が彼女の天恵の歌声を損なっており、聴くに値するかどうかは、その罠を彼女自身の才能が補っている、あるいは圧倒していると、聴き手自身が能動的に感じられるかどうかにかかっている」と評している。スティーヴン・ホールデンは『ローリング・ストーン』誌のレビューで5点満点中3点を付け、「ドクターズ・オーダーズ」におけるルーサー・ヴァンドロスとのデュエットに関して「アルバムで最も失望した曲」「あまりにも途切れ途切れで、2人の声が良い感じに連動していない」と批判する一方、アルバム全体に関しては「たとえ楽曲にムラがあっても、音楽的に正統派のポップ/ゴスペルからファンキーな曲までこなすクイーン・オブ・ソウルの熱烈な表現力は損なっていない」と評している。また、Richie Unterbergerはオールミュージックにおいて、本作の音楽性を「ニュージャックスウィング的スタイル」と説明している。

## 収録曲
1. エヴリデイ・ピープル - "Everyday People" (Sly Stone) - 3:51
  - プロデュース：ナラダ・マイケル・ウォルデン
2. エヴァー・チェンジング・タイムズ - "Ever Changing Times" (Burt Bacharach, Bill Conti, Carole Bayer Sager) - 4:55
  - プロデュース：バート・バカラック、キャロル・ベイヤー・セイガー
3. ホワット・ユー・スウェット - "What You See Is What You Sweat" (David Conley, Derrick Culler, Gene Lennon, Joshua Thompson) - 4:25
  - プロデュース：デヴィッド・コンリー、デヴィッド・タウンゼント
4. マリー・ゴーズ・アラウンド - "Mary Goes Round" (Elliot Wolff, Oliver Leiber) - 3:07
  - プロデュース：エリオット・ウルフ、オリヴァー・リーバー
5. アイ・ドリームド・ア・ドリーム - "I Dreamed a Dream" (Alain Boublil, Herbert Kretzmer, Jean Marc Natel, Claude-Michel Schönberg) - 4:19
  - プロデュース：デヴィッド・コンリー
6. サムワン・エルスズ・アイズ - "Someone Else's Eyes" (B. Bacharach, C. Bayer Sager, Bruce Roberts) - 4:58
  - プロデュース：バート・バカラック、キャロル・ベイヤー・セイガー、ブルース・ロバーツ
7. ドクターズ・オーダーズ - "Doctor's Orders" (Luther Vandross, Hubert Eaves III) - 4:36
  - プロデュース：ルーサー・ヴァンドロス
8. ユー・キャント・テイク・ミー・フォー・グランテッド - "You Can't Take Me for Granted" (Aretha Franklin) - 5:13
  - プロデュース：アレサ・フランクリン
9. ホワット・ディッド・ユー・ギヴ - "What Did You Give" (A. Franklin) - 5:02
  - プロデュース：ミシェル・ルグラン
10. エヴリデイ・ピープル（リミックス） - "Everyday People (Shep Pettibone Remix)" (S. Stone) - 4:07
  - プロデュース：ナラダ・マイケル・ウォルデン／リミックス：シェップ・ペティボーン

## 参加ミュージシャン
- アレサ・フランクリン - ボーカル(all songs)、ピアノ(on #5)、バッキング・ボーカル(on #3)
- マイケル・マクドナルド - ボーカル(on #2)
- ルーサー・ヴァンドロス - ボーカル(on #7)
- ルイス・ビアンカニエロ - キーボード、プログラミング(on #1, #10)
- バート・バカラック - キーボード(on #2, #6)
- デイヴィッド・フォスター - キーボード(on #2)
- マイケル・ボディッカー - キーボード、プログラミング(on #2, #6)
- ラリー・ウィリアムズ - プログラミング(on #2)
- ボビー・ウッテン - シンセサイザー(on #3, #5)、ストリングス・アレンジ(on #3)、ドラム・プログラミング(on #5)、エレクトリックピアノ(on #6)
- ジョシュア・トンプソン - シンセサイザー(on #3)、ドラム・プログラミング(on #3)、ギター(on #6)
- ピーター・シュワルツ - アディショナル・キーボード(on #3, #10)
- エリオット・ウルフ - キーボード、ドラム・プログラミング(on #4)
- オリヴァー・リーバー - キーボード、ドラム・プログラミング、ギター(on #4)
- ランディ・ウォルドマン - キーボード(on #6)
- ルドルフ・スタンフィールド - ピアノ(on #6, #8)
- ヒューバート・イーヴスIII世 - キーボード、ドラム・プログラミング(on #7)
- ジェイソン・マイルス - キーボード(on #7)
- ナット・アダレイ・ジュニア - キーボード(on #7)
- ジョン・スキップ・アンダーソン - キーボード(on #7)
- チャールズ・スケイルズ - シンセサイザー(on #8)
- ミシェル・ルグラン - シンセサイザー(on #9)
- ティエリー・エリエス - ピアノ(on #9)
- ヴァーノン・ブラック - ギター(on #1, #10)
- ディーン・パークス - ギター(on #2, #6)
- デヴィッド・タウンゼント - ギター(on #3)
- リック・イアントスカ - ギター、アコースティック・ギター(on #5)
- ポール・ジャクソン・ジュニア - ギター(on #7)
- テディ・ホワイト - ギター(on #8)
- Jean-Marc Benais - ギター(on #9)
- デヴィッド・コンリー - シンセベース(on #3)
- マーカス・ミラー - ベース・ギター(on #6, #7)
- アル・ターナー - ベース・ギター(on #8)
- ドミニク・バートラム - ベース・ギター(on #10)
- ナラダ・マイケル・ウォルデン - ドラムス、プログラミング(on #1, #10)
- バスター・マーベリー - ドラムス(on #8)
- アンドレ・セカレリ - ドラムス(on #9)
- ガイ・ヴォーン - ドラム・プログラミング(on #6)
- パウリーニョ・ダ・コスタ - パーカッション(on #7)
- ラリー・フラタンジェロ - パーカッション(on #8)
- マーク・シャンテェルフォ - パーカッション(on #9)
- キャンディ・ダルファー - サクソフォーン(on #4)
- デヴィッド・ボルフ - サクソフォーン(on #6)
- Onita Sanders - ハープ(on #8)
- Franck Thore - パンパイプ(on #9)
- ジャーヴィス・ラ・ルー・ベイカー、ジーニー・トレイシー、ニキータ・ジェルメーヌ、スカイラー・ジェット、トニー・リンゼイ - バッキング・ボーカル(on #1, #10)
- グウェン・ガスリー - バッキング・ボーカル(on #3)
- ブレンダ・コルベット、ジェシ・リチャードソン、リン・デイヴィス、マーガレット・ブランチ、ポーティア・グリフィン、サンドラ・フェヴァ - バッキング・ボーカル(on #6)
- シンシア・マイゼル、アルフォンソ・ソーントン、タワサ・アジー - バッキング・ボーカル(on #7)
- ダイアン・グリーン、ドナ・デイヴィス、エスター・リッジウェイ、グロリア・リッジウェイ、グレイシー・リッジウェイ、マーガレット・ブランチ、マルジュ・ハーバー、シェリー・フォックス - バッキング・ボーカル(on #8)